# Marilena Vlădărău
Marilena Vlădărău (Romênia) é uma ex-ginasta romena que competiu em provas de ginástica artística.
Iniciando em competições em 1977, a ginasta disputou o Estados Unidos vs Romênia, do qual saiu campeã por equipes e com a nona colocação no individual geral. No Europeu Júnior, em 1978, Marilena conquistou a medalha de prata nas barras assimétricas e na trave. No mesmo ano, disputou o Campeonato Mundial de Estrasburgo, do qual conquistou a medalha de prata na prova coletiva, superada pelas soviéticas. No ano seguinte, disputou a edição de Ft. Worth. Nele, ao lado de Nadia Comaneci, Rodica Dunca, Emilia Eberle, Melita Ruhn e Dumitrita Turner, conquistou a medalha de ouro por equipes, ao somar 389,550 pontos. Dois anos depois, competiu no Ennia Gold Cup, no qual terminou medalhista de prata nas paralelas assimétricas e bronze no solo e finalista no geral (6º). Após, anunciou sua aposentadoria do desporto, e passou a dedicar-se a carreira de treinadora da modalidade.